# ريتشارد ستون (سياسي)
ريتشارد ستون (بالإنجليزية: Richard B. Stone)‏ هو محامي ودبلوماسي ومصرفي وسياسي أمريكي، ولد في 22 سبتمبر 1928 في نيويورك في الولايات المتحدة. حزبياً، نشط في الحزب الديمقراطي. وقد انتخب عضو مجلس ولاية فلوريدا وانتخب عضو مجلس الشيوخ الأمريكي عن دائرة فلوريدا (1975 – 31 ديسمبر 1980).